# Trại Họp bạn Tráng sinh Hướng đạo Thế giới

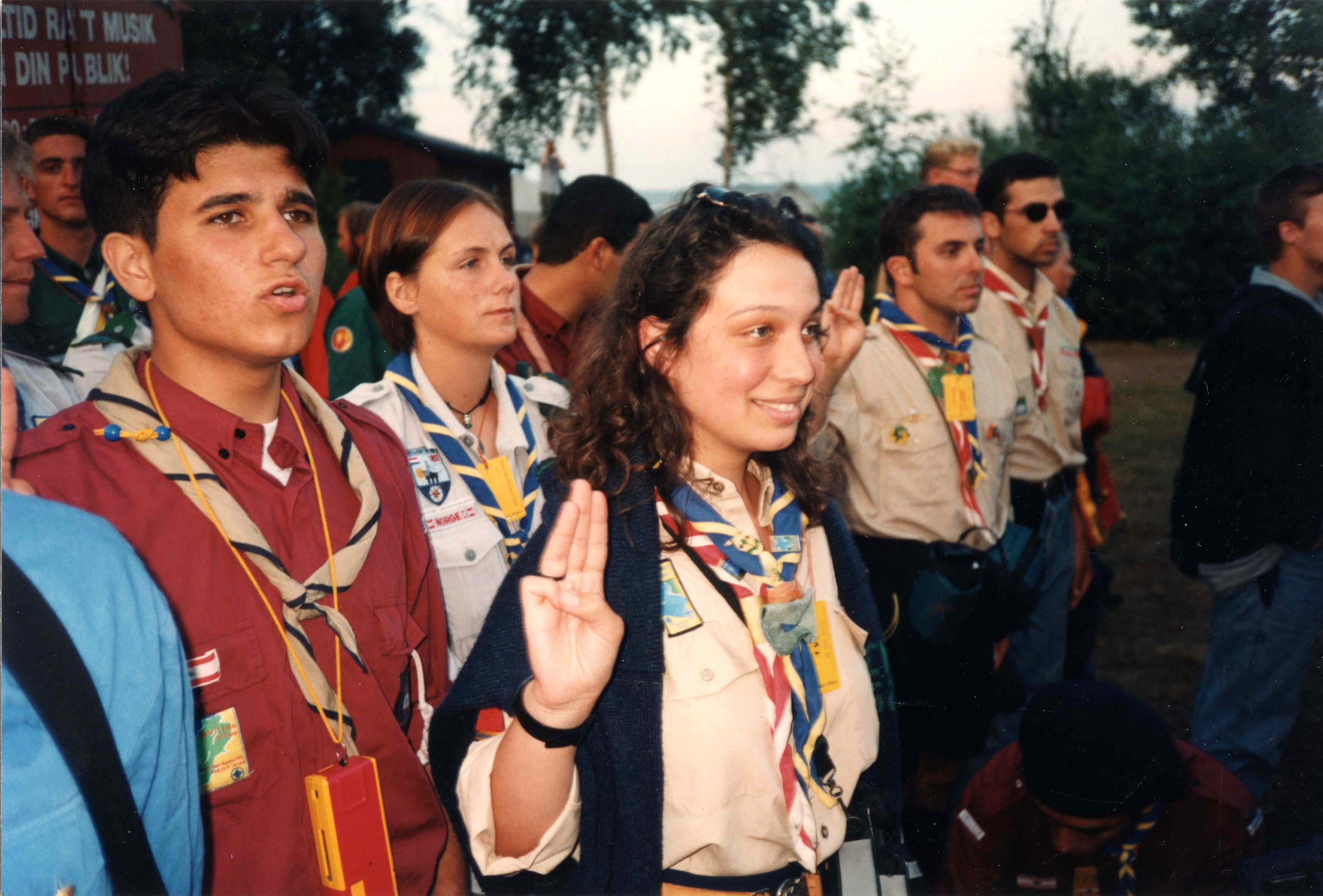
Nam và Nữ Hướng đạo sinh từ các quốc gia tại Trại Họp bạn Tráng sinh Hướng đạo Thế giới ở Thụy Điển năm 1996.

Trại Họp bạn Tráng sinh Hướng đạo Thế giới (World Scout Moot) là một cuộc tụ họp các Hướng đạo sinh lớn tuổi, chính yếu là các Tráng sinh Hướng đạo (Rover Scouts) từ 18-26 tuổi từ khắp nơi trên thế giới. Trại Họp bạn này được tổ chức cứ bốn năm một lần và được Tổ chức Phong trào Hướng đạo Thế giới (WOSM) đứng ra tổ chức.
Tên tiếng Anh lúc ban đầu là World Rover Moot nhưng sau đó đổi thành World Moot (bởi vì từ Rover nghĩa trong Hướng đạo Việt Nam là Tráng sinh càng ngày càng ít khi được dùng) và sau cùng đổi thành World Scout Moot.
Trại Họp bạn Hướng đạo Thế giới (World Scout Jamboree) là một sự kiện tương tự và cũng được Tổ chức Phong trào Hướng đạo Thế giới tổ chức nhưng dành riêng cho Thiếu sinh Hướng đạo từ 14-17 tuổi.
Trại Họp bạn Tráng sinh Hướng đạo Thế giới sắp tới đã được dự định tổ chức tại Mozambique năm 2008, nhưng hiện giờ nó được dời và sẽ được tổ chức ở Kenya vào năm 2010.

## Các Trại Họp bạn Tráng sinh Hướng đạo Thế giới
| Năm     | Số thứ tự              | Địa điểm                         | Tham dự viên | Quốc gia | Trang mạng                                           |
| ------- | ---------------------- | -------------------------------- | ------------ | -------- | ---------------------------------------------------- |
| 1931    | Lần thứ 1              | Kandersteg, Thụy Sĩ              | 3.000        | 20       | -                                                    |
| 1935    | Lần thứ 2              | Ingarö, Thụy Điển                | 3.000        | 26       | -                                                    |
| 1939    | Lần thứ 3              | Monzie, Scotland                 | 3.500        | 42       | -                                                    |
| 1949    | Lần thứ 4              | Skjak, Na Uy                     | 2.500        | 40       | -                                                    |
| 1953    | Lần thứ 5              | Kandersteg, Thụy Sĩ              | 3.300        | 38       | -                                                    |
| 1957    | Lần thứ 6              | Sutton Coldfield, Vương quốc Anh | 3.500        | 61       | -                                                    |
| 1961    | Lần thứ 7              | Melbourne, Úc                    | 969          | 15       | -                                                    |
| 1965-66 | Năm Họp mặt Tráng sinh | 10 sự kiện                       | 3.599        |          | -                                                    |
| 1969-70 | Năm Họp mặt Tráng sinh | 26 sự kiện                       | 7.250        |          | -                                                    |
| 1973-74 | Năm Họp mặt Tráng sinh | 22 sự kiện                       | 11.000       |          | -                                                    |
| 1977-78 | Năm Họp mặt Tráng sinh | 23 sự kiện                       | 14.560       |          | -                                                    |
| 1981-82 | Năm Họp mặt Tráng sinh | 31 sự kiện                       | 22.380       |          | -                                                    |
| 1990-91 | Lần thứ 8              | Melbourne, Úc                    | 1.000        | 36       | -                                                    |
| 1992    | Lần thứ 9              | Kandersteg, Thụy Sĩ              | 1.400        | 52       | -                                                    |
| 1996    | Lần thứ 10             | Ransberg, Thụy Điển              | 2.608        | 78       | Lưu trữ ngày 9 tháng 8 năm 2006 tại Wayback Machine  |
| 2000    | Lần thứ 11             | México                           | 5.000        | 71       |                                                      |
| 2004    | Lần thứ 12             | Hualien, Đài Loan                | 2.500        | 85       |                                                      |
| 2010    | Lần thứ 13             | Nairobi, Kenya                   | 1.924        | 66       |                                                      |
| 2013    | Lần thứ 14             | Low, Quebec, Canada              | 2.000        | 83       | Lưu trữ ngày 6 tháng 8 năm 2013 tại Wayback Machine  |
| 2017    | Lần thứ 15             | Ulfljotsvatn, Iceland            |              |          | Lưu trữ ngày 13 tháng 4 năm 2014 tại Wayback Machine |
| 2021    | Lần thứ 16             | Larch Hill, Ireland              |              |          |                                                      |